# Église Santa Maria della Stella alle Paparelle
L'église Santa Maria della Stella alle Paparelle est une petite église désaffectée du centre historique de Naples, située via De Blasiis. Son nom Stella fait référence à l'épithète mariale Étoile de la Mer, et le toponyme Paparelle, aux écolières du collège fondé au XVIe siècle par une religieuse de ce nom.

## Histoire
Une chapelle privée est fondée en 1519 par Giovanni Francesco Mormando (it) pour une famille de la noblesse napolitaine. En 1585, un collège de filles est fondé par une religieuse d'une famille patricienne, Lucia Paparo, dont le père fut un des fondateurs du Mont-de-Piété de Naples. Elle y installe son collège, après avoir laissé son couvent de l'église de la Scorziata qu'elle avait fondé auparavant.
À la fin du XIXe siècle, l'église perd un peu son aspect originel à cause du rehaussement de la rue.

## Description
Le petit édifice est de forme rectangulaire avec des réminiscences de temple grec. La façade est scandée de pilastres corinthiens cannelés et surmontée d'un fronton triangulaire avec un diaphragme au milieu. La décoration est en piperno, le portail est sous une lunette en plein cintre et flanqué de niches en plein cintre surmontées de deux ovales concaves.
L'intérieur est caractérisé par une petite nef unique avec une voûte en berceau et une abside éclairée par une lunette. Trois niches s'ouvrent sur les côtés, servant de chapelles latérales, avec aussi une voûte en berceau lunettée. La nef est rythmée de lésènes.
De la première chapelle à gauche, on accède à la petite sacristie rectangulaire.
Elle possède une statue de saint Jean-Baptiste de Mormando, mais elle a été mutilée par des vandales .

## Source de la traduction
- (it) Cet article est partiellement ou en totalité issu de l’article de Wikipédia en italien intitulé « Chiesa di Santa Maria della Stella alle Paparelle » (voir la liste des auteurs).